# جيسيكا داي جورج
جيسيكا داي جورج (بالإنجليزية: Jessica Day George)‏ (11 أكتوبر 1976، بويسي في الولايات المتحدة)؛ كاتبة للأطفال وروائية أمريكية. درست في جامعة بريغام يونغ.